# 唐娜·凯洛格
唐娜·凯洛格，MBE（1978年1月20日—），英格蘭女子羽毛球運動員，擅長雙打項目，曾三度贏得歐洲羽毛球錦標賽女雙（2000年及2006年）和混雙（2008年）冠軍及2006年世界羽毛球錦標賽混雙亞軍。

## 簡歷
凯洛格在10歲時，參加了小学老师组织的羽毛球队，自此開始打羽毛球。至1997年第一次代表英格兰出场，在苏格兰格拉斯哥舉行的世界羽毛球錦標賽上迎战中国對手。
2004年，凯洛格代表英国參加在希臘雅典舉行的奥林匹克运动会羽毛球比赛，與盖尔·埃姆斯出戰女子雙打項目。最後在16強以1比2（15-13、7-15、5-15）敗給中國的魏轶力 / 赵婷婷出局。
2006年，唐娜·凯洛格與安东尼·克拉克出戰在西班牙馬德里舉行的世界羽毛球錦標賽混合雙打比賽，最終在決賽以0比2（15-21、12-21）不敵隊友内森·罗布森，屈居亞軍。
2009年，唐娜·凯洛格在出戰中國羽毛球超級賽後宣布退役。

## 主要比賽成績
只列出曾進入準決賽的國際賽事成績：
| 年份   | 賽事                     | 公開賽級別 | 項目     | 拍檔          | 成績   |
| ------ | ------------------------ | ---------- | -------- | ------------- | ------ |
| 2000年 | 歐洲羽毛球錦標賽         | 其他       | 混合團體 | －            | 亞軍   |
| 2000年 | 歐洲羽毛球錦標賽         | 其他       | 女子雙打 | 喬安·古德     | 冠軍   |
| 2006年 | 歐洲羽毛球錦標賽         | 其他       | 女子雙打 | 盖尔·埃姆斯   | 冠軍   |
| 2006年 | 歐洲羽毛球錦標賽         | 其他       | 混合雙打 | 安东尼·克拉克 | 準決賽 |
| 2006年 | 香港羽毛球公開賽         |            | 女子雙打 | 盖尔·埃姆斯   | 準決賽 |
| 2006年 | 世界羽毛球錦標賽         | 其他       | 混合雙打 | 安东尼·克拉克 | 亞軍   |
| 2007年 | 全英羽毛球超級賽         | 超級賽     | 混合雙打 | 安东尼·克拉克 | 亞軍   |
| 2007年 | 印尼羽毛球超級賽         | 超級賽     | 女子雙打 | 盖尔·埃姆斯   | 準決賽 |
| 2007年 | 中國羽毛球大師賽         | 超級賽     | 女子雙打 | 盖尔·埃姆斯   | 準決賽 |
| 2007年 | 中國羽毛球大師賽         | 超級賽     | 混合雙打 | 安东尼·克拉克 | 亞軍   |
| 2007年 | 丹麥羽毛球超級賽         | 超級賽     | 女子雙打 | 盖尔·埃姆斯   | 準決賽 |
| 2008年 | 瑞士羽毛球超級賽         | 超級賽     | 混合雙打 | 安东尼·克拉克 | 亞軍   |
| 2008年 | 歐洲羽毛球錦標賽         | 其他       | 女子雙打 | 盖尔·埃姆斯   | 亞軍   |
| 2008年 | 歐洲羽毛球錦標賽         | 其他       | 混合雙打 | 安东尼·克拉克 | 冠軍   |
| 2008年 | 新加坡羽毛球超級賽       | 超級賽     | 混合雙打 | 安东尼·克拉克 | 亞軍   |
| 2008年 | 法國羽毛球超級賽         | 超級賽     | 混合雙打 | 安东尼·克拉克 | 亞軍   |
| 2008年 | 世界羽聯超級系列賽總決賽 | 超級賽     | 混合雙打 | 安东尼·克拉克 | 準決賽 |
| 2009年 | 丹麥羽毛球超級賽         | 超級賽     | 混合雙打 | 安东尼·克拉克 | 亞軍   |
| 2009年 | 世界羽聯超級系列賽總決賽 | 超級賽     | 混合雙打 | 安东尼·克拉克 | 準決賽 |

| 2007-2017年 | 首要超級賽 | 超級賽 | 黃金大獎賽 | 大獎賽 | 國際挑戰賽 | 國際系列賽 | 未來系列賽 | 其他 |

### 奧運會和世錦賽參賽紀錄
|          | 搭檔          | 2004 | 2005 | 2006 | 2007 | 2008 | 2009        |
| -------- | ------------- | ---- | ---- | ---- | ---- | ---- | ----------- |
| 女子雙打 | 盖尔·埃姆斯   | 16強 | 8強  | 16強 | 8強  | 16強 | －          |
|          |               |      |      |      |      |      |             |
| 混合雙打 | 安东尼·克拉克 |      | 16強 | 亞軍 | 8強  | 16強 | 48強 (退賽) |